# Rezolucje Rady Bezpieczeństwa ONZ z roku 1964
Stałe miejsca w Radzie Bezpieczeństwa ONZ w 1964 posiadały:
- Francja
- Republika Chińska
- Stany Zjednoczone
- Wielka Brytania
- ZSRR

W roku 1964 członkami niestałymi Rady były:
- Boliwia
- Brazylia
- Wybrzeże Kości Słoniowej
- Czechosłowacja
- Maroko
- Norwegia

## Rezolucje
Rezolucje Rady Bezpieczeństwa ONZ przyjęte w roku 1964: 
- 186 (w sprawie Cypru)
- 187 (w sprawie Cypru)
- 188 (w sprawie Jemenu)
- 189 (w sprawie Kambodży)
- 190 (w sprawie polityki apartheidu rządu RPA)
- 191 (w sprawie polityki apartheidu rządu RPA)
- 192 (w sprawie Cypru)
- 193 (w sprawie Cypru)
- 194 (w sprawie Cypru)
- 195 (w sprawie Malawi)
- 196 (w sprawie Malty)
- 197 (w sprawie Zambii)
- 198 (w sprawie Cypru)
- 199 (w sprawie Demokratycznej Republiki Konga)